# Stazione meteorologica di Voghera
La stazione meteorologica di Voghera è la stazione meteorologica di riferimento relativa alla località di Voghera.

## Storia
La stazione meteorologica venne attivata nel 1875 grazie all'istituzione dell'osservatorio meteorologico di Voghera, i cui dati furono in seguito forniti all'Ufficio Centrale di Meteorologia per la pubblicazione dei corrispondenti annali.
Nel corso del Novecento i dati termopluviometrici della stazione meteorologica vennero forniti anche al Ministero dei lavori pubblici per la loro pubblicazione negli annali idrologici del Compartimento di Parma fino al 1989 e in seguito al Servizio Idrometeorologico dell'ARPA Emilia-Romagna che ha proseguito la pubblicazione dei successivi annali.
Lo stesso osservatorio meteorologico recentemente ha iniziato la digitalizzazione dei dati registrati dalla stazione meteorologica e ha reso disponibili online i dati rilevati in tempo reale.

## Caratteristiche
La stazione meteo si trova nell'Italia nord-occidentale, in Lombardia, in provincia di Pavia, nel comune di Voghera, presso l'Istituto Tecnico Agrario "Carlo Gallini", con il pozzetto barometrico collocato a 97 metri s.l.m. e alle coordinate geografiche 44°59′21″N 9°00′05.09″E.

## Dati climatologici 1961-1990
In base alla media trentennale di riferimento 1961-1990, la temperatura media del mese più freddo, gennaio, si attesta a +0,3 °C; quella del mese più caldo, luglio, è di +23,1 °C.
Le precipitazioni medie annue si aggirano tra i 650 e i 700 mm, mediamente distribuite in 76 giorni, con picco in autunno, massimo secondario in primavera e minimi relativi in inverno ed estate .
| Voghera (1961-1990) | Mesi | Mesi | Mesi | Mesi | Mesi | Mesi | Mesi | Mesi | Mesi | Mesi | Mesi | Mesi | Stagioni | Stagioni | Stagioni | Stagioni | Anno |
| Voghera (1961-1990) | Gen  | Feb  | Mar  | Apr  | Mag  | Giu  | Lug  | Ago  | Set  | Ott  | Nov  | Dic  | Inv      | Pri      | Est      | Aut      | Anno |
| ------------------- | ---- | ---- | ---- | ---- | ---- | ---- | ---- | ---- | ---- | ---- | ---- | ---- | -------- | -------- | -------- | -------- | ---- |
| T. max. media (°C)  | 3,5  | 7,0  | 12,8 | 17,6 | 21,7 | 26,1 | 29,5 | 28,2 | 24,2 | 17,4 | 9,5  | 4,7  | 5,1      | 17,4     | 27,9     | 17,0     | 16,8 |
| T. min. media (°C)  | −2,9 | −1,1 | 2,5  | 6,0  | 10,0 | 13,9 | 16,6 | 16,3 | 13,3 | 8,4  | 3,3  | −1,5 | −1,8     | 6,2      | 15,6     | 8,3      | 7,1  |
| Precipitazioni (mm) | 49   | 49   | 61   | 51   | 66   | 48   | 36   | 57   | 58   | 81   | 79   | 46   | 144      | 178      | 141      | 218      | 681  |
| Giorni di pioggia   | 7    | 6    | 7    | 7    | 8    | 6    | 4    | 5    | 5    | 7    | 8    | 6    | 19       | 22       | 15       | 20       | 76   |

## Temperature estreme mensili dal 1926 ad oggi
Nella tabella sottostante sono riportate le temperature massime e minime assolute mensili, stagionali ed annuali dal 1926 ad oggi, registrate dalla stazione meteorologica tradizionale collocata nella finestra meteorica dell'osservatorio, con il relativo anno in cui si queste si sono registrate.
La temperatura massima assoluta del periodo esaminato di +40,6 °C risale al giugno 2019, mentre la temperatura minima assoluta di -20,5 °C è del febbraio 1929.
| Voghera (1926-2023)   | Mesi               | Mesi         | Mesi         | Mesi        | Mesi             | Mesi        | Mesi              | Mesi        | Mesi        | Mesi        | Mesi        | Mesi         | Stagioni | Stagioni | Stagioni | Stagioni | Anno  |
| Voghera (1926-2023)   | Gen                | Feb          | Mar          | Apr         | Mag              | Giu         | Lug               | Ago         | Set         | Ott         | Nov         | Dic          | Inv      | Pri      | Est      | Aut      | Anno  |
| --------------------- | ------------------ | ------------ | ------------ | ----------- | ---------------- | ----------- | ----------------- | ----------- | ----------- | ----------- | ----------- | ------------ | -------- | -------- | -------- | -------- | ----- |
| T. max. assoluta (°C) | 23,0 (2007)        | 26,1 (1990)  | 28,1 (2012)  | 31,0 (2011) | 33,9 (2009)      | 40,6 (2019) | 38,8 (1947, 1983) | 40,5 (2003) | 34,5 (1929) | 33,4 (2023) | 23,4 (2015) | 18,6 (2016)  | 26,1     | 33,9     | 40,6     | 34,5     | 40,6  |
| T. min. assoluta (°C) | −18,6 (1940, 1945) | −20,5 (1929) | −11,3 (2005) | −3,6 (2003) | 0,0 (1926, 1976) | 4,2 (1953)  | 8,0 (1926)        | 7,4 (1968)  | 3,0 (1931)  | −3,6 (1937) | −9,1 (1988) | −19,6 (1938) | −20,5    | −11,3    | 4,2      | −9,1     | −20,5 |